# Брака
Брака (итал. Bracca) је насеље у Италији у округу Бергамо, региону Ломбардија.
Према процени из 2011. у насељу је живело 136 становника. Насеље се налази на надморској висини од 589 м.

## Становништво
| 1931. | 1936. | 1951. | 1961. | 1971. | 1981. | 1991. | 2001. | 2011. |
| ----- | ----- | ----- | ----- | ----- | ----- | ----- | ----- | ----- |
| 840   | 740   | 767   | 759   | 693   | 674   | 620   | 755   | 749   |